# Найкраща футболістка України

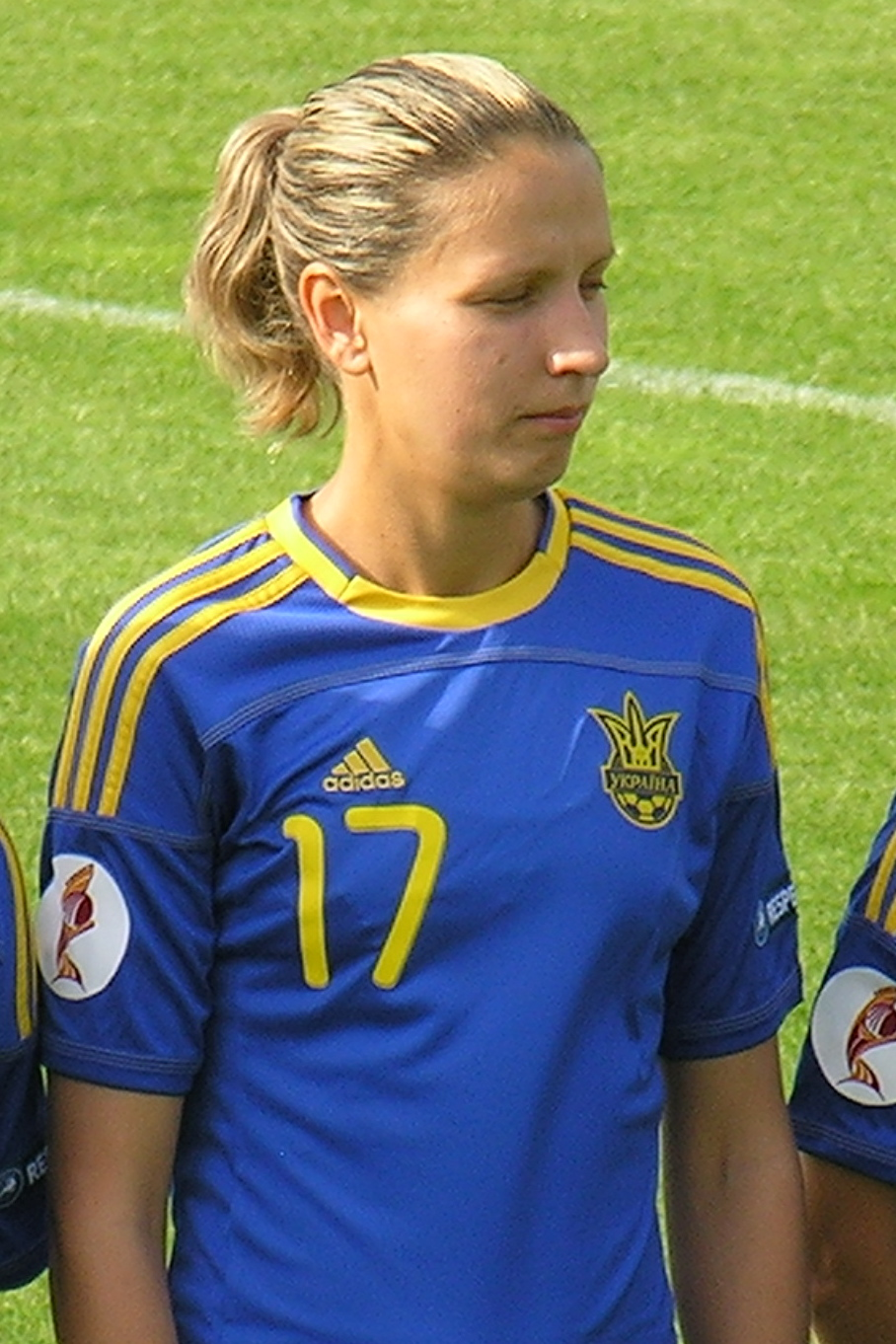
Дарина Апанащенко — рекордсменка за загальною кількістю перемог (7) і за кількістю перемог поспіль (4)

Найкраща футболістка України — щорічна нагорода найкращій представниці жіночого футболу України. Започаткована 2008 року чернігівською газетою «Деснянська правда», яка провела 4 перші опитування. 2012 року нагороду присуджувала Федерація футболу України спільно з газетою «Команда», у 2013—2014 роках — Комітет жіночого футболу ФФУ. За підсумками 2015 року опитування провели спільно газета «Український футбол», сайт «Жіночий футбол України» та Всеукраїнська асоціація футболістів-професіоналів. З 2016 премію присуджує сайт «Жіночий футбол України». Наприкінці 2020 року у зв'язку з пандемією COVID-19 редакція сайту вирішила перенести опитування та вперше провела його за підсумками не календарного року, а ігрового — сезону 2020/21.
У першому опитуванні взяли участь 9 спортивних журналістів із Чернігова. Згодом до них приєдналися журналісти з всекраїнських видань та ЗМІ інших регіонів країни, представники клубів, тренери жіночих команд і збірних та функціонери Федерації футболу України. Номінантками можуть бути футболістки з українським громадянством незалежно від країни, у чемпіонаті якої вони виступають. В опитуваннях «Деснянської правди» кожен учасник називав свою п'ятірку найкращих. Залежно від місця футболісткам нараховувалося від 1 (за 5-те) до 5 (за 1-ше місце) балів. З 2012 року учасники опитувань називають трійку найкращих футболісток, які отримують відповідно від 1 до 3 балів.
Загалом із 2008 року лауреатками опитування були 6 футболісток із 7 клубів. Найбільше титулів має Дарина Апанащенко, яка вигравала опитування 7 разів, вона ж є і лідером за кількістю перемог поспіль (4, з 2015 по 2018). Серед клубів за обома показниками лідирує російська «Зірка-2005» — 6 перемог, по 3 з яких — поспіль (2008—2010 і 2015—2017). 5 із 6 лауреаток премії є вихованками чернігівської «Легенди» — найкращої жіночої футбольної команди України за підсумками перших двох десятиліть після відновлення незалежності.

## Результати опитувань

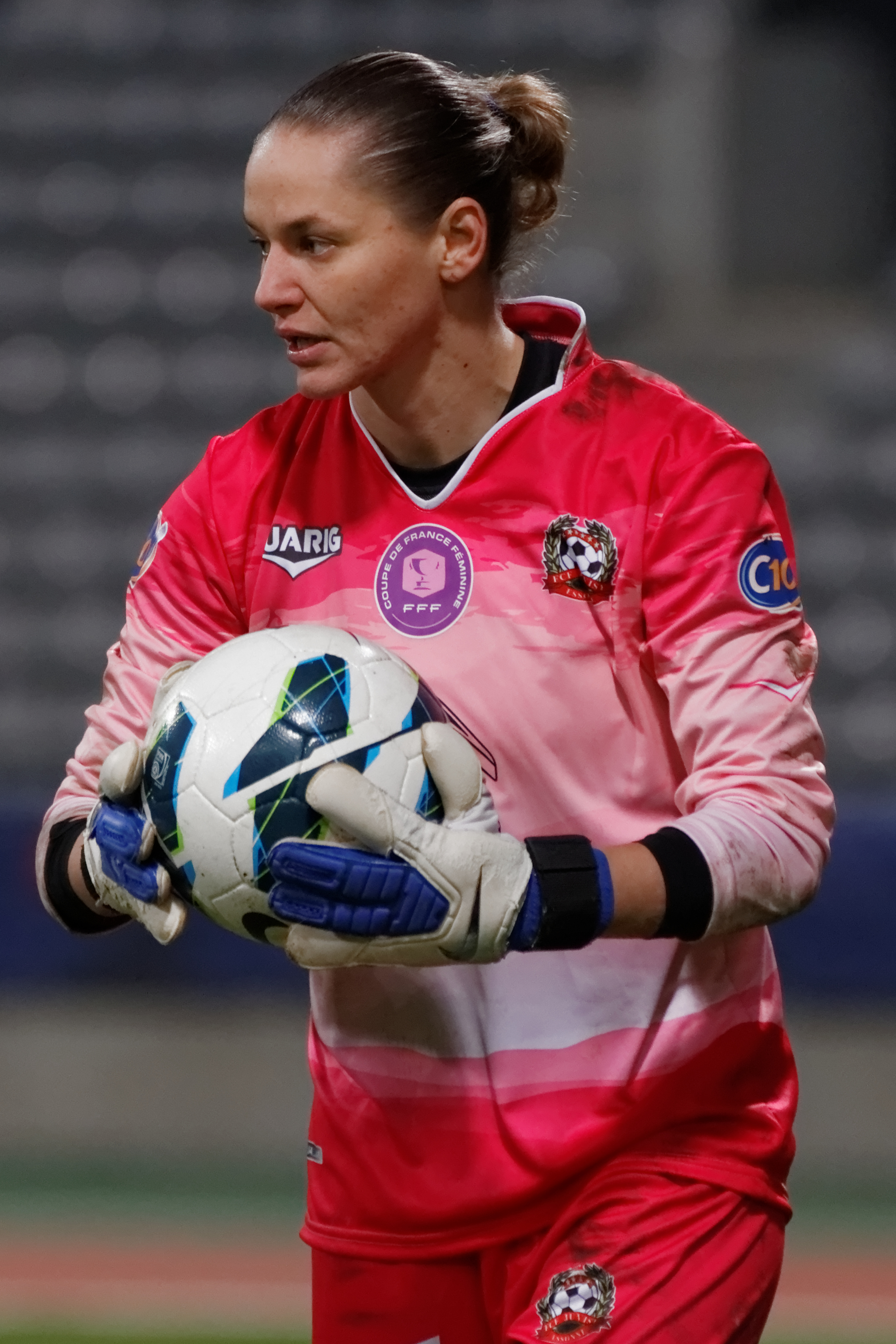
Ірина Зварич перемагала в опитуванні двічі поспіль

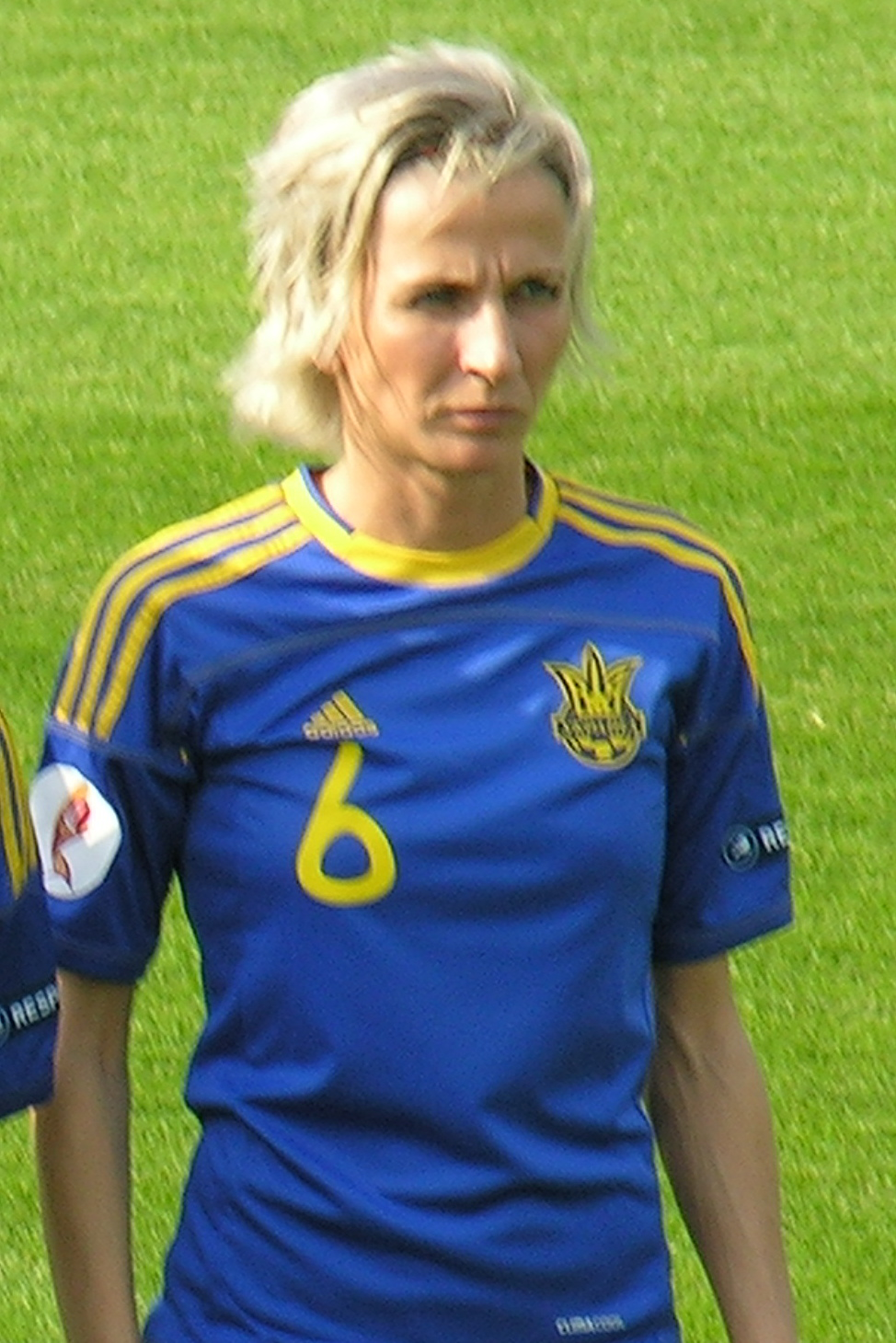
Людмила Пекур — найкраща футболістка України 2014 року

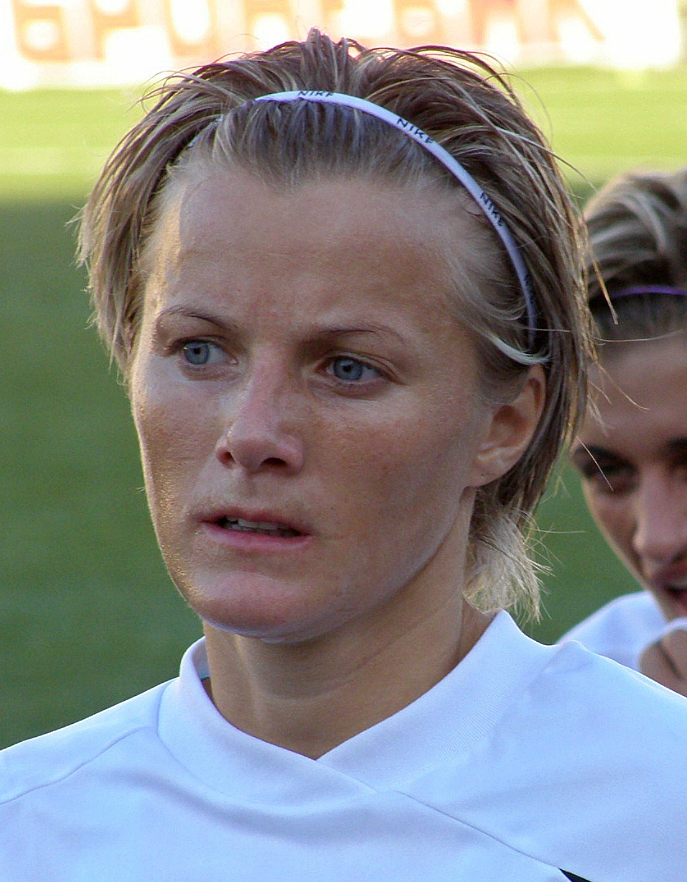
Віра Дятел 6 разів потрапляла до трійки найкращих

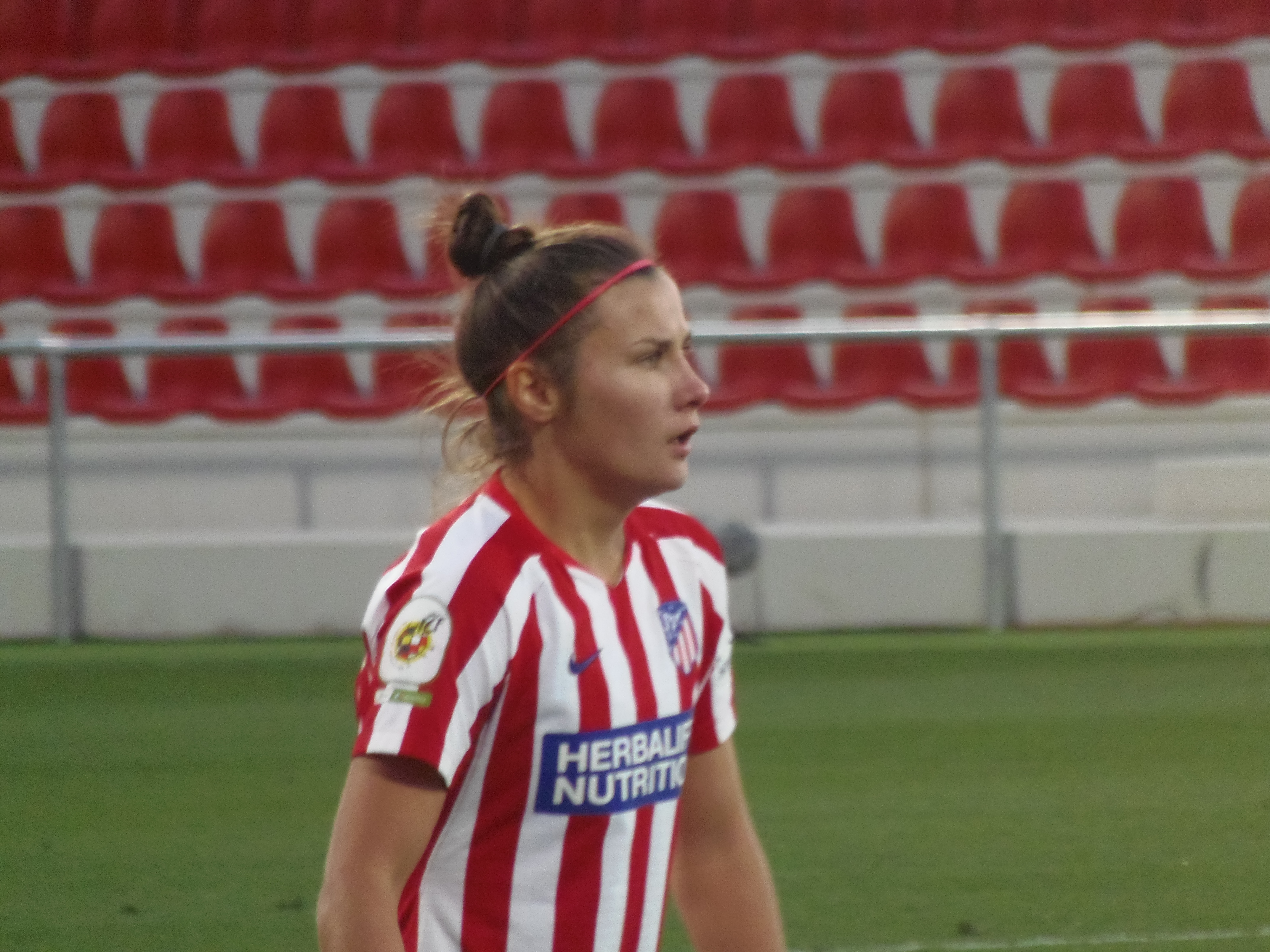
Ольга Овдійчук — лауреатка премії 2019 року

| Рік                                                                            | Місце                                 | Футболістка                           | Клуб                                  | Результат                             |
| Опитування газети «Деснянська правда»                                          | Опитування газети «Деснянська правда» | Опитування газети «Деснянська правда» | Опитування газети «Деснянська правда» | Опитування газети «Деснянська правда» |
| ------------------------------------------------------------------------------ | ------------------------------------- | ------------------------------------- | ------------------------------------- | ------------------------------------- |
| 2008                                                                           | 01                                    | Надія Баранова                        | Зірка-2005                            | 37                                    |
| 2008                                                                           | 02                                    | Алла Лишафай                          | Зірка-2005                            | 23                                    |
| 2008                                                                           | 03                                    | Дарина Апанащенко                     | Рязань-ВДВ                            | 22                                    |
| 2009                                                                           | 01                                    | Дарина Апанащенко                     | Зірка-2005                            | 64                                    |
| 2009                                                                           | 02                                    | Людмила Пекур                         | Росіянка                              | 51                                    |
| 2009                                                                           | 03                                    | Віра Дятел                            | Зірка-2005                            | 35                                    |
| 2010                                                                           | 01                                    | Дарина Апанащенко                     | Зірка-2005                            | 62                                    |
| 2010                                                                           | 02                                    | Віра Дятел                            | Зірка-2005                            | 26                                    |
| 2010                                                                           | 03                                    | Алла Лишафай                          | Легенда                               | 25                                    |
| 2011                                                                           | 01                                    | Тетяна Чорна                          | Росіянка                              | 46                                    |
| 2011                                                                           | 02                                    | Віра Дятел                            | Зірка-2005                            | 41                                    |
| 2011                                                                           | 03                                    | Дарина Апанащенко                     | Зірка-2005                            | 31                                    |
| Опитування Федерації футболу України та газети «Команда»                       |                                       |                                       |                                       |                                       |
| 2012                                                                           | 01                                    | Ірина Зварич                          | Росіянка                              | 26                                    |
| 2012                                                                           | 02                                    | Тетяна Чорна                          | Росіянка                              | 23                                    |
| 2012                                                                           | 03                                    | Дарина Апанащенко                     | Зірка-2005                            | 21                                    |
| Опитування Комітету жіночого футболу Федерації футболу України                 |                                       |                                       |                                       |                                       |
| 2013                                                                           | 01                                    | Ірина Зварич                          | Жувізі (Париж) Фортуна                | 45                                    |
| 2013                                                                           | 02                                    | Дарина Апанащенко                     | Зірка-2005                            | 29                                    |
| 2013                                                                           | 03                                    | Віра Дятел                            | Зоркий                                | 26                                    |
| 2014                                                                           | 01                                    | Людмила Пекур                         | Рязань-ВДВ                            | 60                                    |
| 2014                                                                           | 02                                    | Віра Дятел                            | Зоркий                                | 44                                    |
| 2014                                                                           | 03                                    | Дарина Апанащенко                     | Зірка-2005                            | 37                                    |
| Опитування газети «Український футбол», сайту «Жіночий футбол України» та ВАФП |                                       |                                       |                                       |                                       |
| 2015                                                                           | 01                                    | Дарина Апанащенко                     | Зірка-2005                            | 74                                    |
| 2015                                                                           | 02                                    | Віра Дятел                            | Лінчепінг                             | 36                                    |
| 2015                                                                           | 03                                    | Ольга Овдійчук                        | Житлобуд-1                            | 34                                    |
| Опитування сайту «Жіночий футбол України»                                      |                                       |                                       |                                       |                                       |
| 2016                                                                           | 01                                    | Дарина Апанащенко                     | Зірка-2005                            | 56                                    |
| 2016                                                                           | 02                                    | Ольга Овдійчук                        | Житлобуд-1                            | 28                                    |
| 2016                                                                           | 03                                    | Яна Калініна                          | Житлобуд-2                            | 28                                    |
| 2017                                                                           | 01                                    | Дарина Апанащенко                     | Зірка-2005                            | 74                                    |
| 2017                                                                           | 02                                    | Ольга Овдійчук                        | Житлобуд-1                            | 61                                    |
| 2017                                                                           | 03                                    | Таміла Хімич                          | Мінськ                                | 45                                    |
| 2018                                                                           | 01                                    | Дарина Апанащенко                     | Житлобуд-1                            | 100                                   |
| 2018                                                                           | 02                                    | Ольга Овдійчук                        | Житлобуд-1                            | 76                                    |
| 2018                                                                           | 03                                    | Катерина Самсон                       | Рязань-ВДВ                            | 40                                    |
| 2019                                                                           | 01                                    | Ольга Овдійчук                        | Атлетіко (Мадрид)                     | 101                                   |
| 2019                                                                           | 02                                    | Дарина Апанащенко                     | Житлобуд-1                            | 96                                    |
| 2019                                                                           | 03                                    | Яна Калініна                          | Житлобуд-2                            | 47                                    |
| 2020/21                                                                        | 01                                    | Дарина Апанащенко                     | Житлобуд-1                            | 53                                    |
| 2020/21                                                                        | 02                                    | Яна Калініна                          | Житлобуд-2                            | 46                                    |
| 2020/21                                                                        | 03                                    | Ольга Овдійчук                        | Житлобуд-1                            | 39                                    |

## Статистика

### За футболістками
| Титули | Футболістка       | Роки                                        | Клуби                             |
| ------ | ----------------- | ------------------------------------------- | --------------------------------- |
| 7      | Дарина Апанащенко | 2009, 2010, 2015, 2016, 2017, 2018, 2020/21 | Зірка-2005, Житлобуд-1            |
| 2      | Ірина Зварич      | 2012, 2013                                  | Росіянка, Жувізі (Париж), Фортуна |
| 1      | Надія Баранова    | 2008                                        | Зірка-2005                        |
| 1      | Тетяна Чорна      | 2011                                        | Росіянка                          |
| 1      | Людмила Пекур     | 2014                                        | Рязань-ВДВ                        |
| 1      | Ольга Овдійчук    | 2019                                        | Атлетіко (Мадрид)                 |

### За клубами
| Клуб              | Перемоги |
| ----------------- | -------- |
| Зірка-2005        | 6        |
| Житлобуд-1        | 2        |
| Росіянка          | 2        |
| Жувізі (Париж)    | 1        |
| Фортуна           | 1        |
| Атлетіко (Мадрид) | 1        |
| Рязань-ВДВ        | 1        |

### За лігами
| Ліга               | Перемоги |
| ------------------ | -------- |
| Вища ліга          | 9        |
| Вища ліга          | 2        |
| Жіночий дивізіон 1 | 1        |
| Елітний дивізіон   | 1        |
| Прімера            | 1        |

### За клубами, вихованками яких є футболістки
| Клуб                 | Перемоги | Футболістки                                                                          |
| -------------------- | -------- | ------------------------------------------------------------------------------------ |
| Легенда (Чернігів)   | 12       | Дарина Апанащенко (7), Ірина Зварич (2), Надія Баранова, Тетяна Чорна, Людмила Пекур |
| Київська Русь (Київ) | 7        | Дарина Апанащенко (7)                                                                |
| Родина (Костопіль)   | 1        | Ольга Овдійчук                                                                       |